# Michel Alard
Michel Alard  est un inventeur et entrepreneur français. Il est l’auteur d'une vingtaine de brevets dans le domaine de la transmission numérique, et est notamment l'inventeur du système de transmission Coded Orthogonal Frequency Division Multiplex (COFDM) utilisé pour la télévision numérique terrestre (TNT), la diffusion audio numérique Digital Audio Broadcasting (DAB), les réseaux Wi-Fi 802.11, les réseaux filaires haut débit, les transmissions CPL et le radiotéléphone 4G ,,.

## Biographie
Né le 5 août 1954 à Plouénan (Finistère), Michel Alard fait sa scolarité en Bretagne, au lycée Kérichen à Brest, puis au lycée Chateaubriand à Rennes. En 1973 il intègre l’Ecole Polytechnique puis  l’Ecole Nationale Supérieure de Télécommunications de Paris (ENST). Fraichement diplômé, il passe quatre ans au sein du département de recherche de Télédiffusion de France (TDF) avant de rejoindre en 1982 le CCETT afin d’y développer de nouveaux schémas de modulation pour la radiodiffusion .

### Le CODFM
C’est, dans le cadre du projet européen EUREKA 147 qu’en 1986, Alard a l’idée d’améliorer la technologie OFDM pour la radiodiffusion audio numérique en y introduisant un code correcteur d’erreur :  le COFDM,,, abréviation pour Coded Orthogonal Frequency-Division Multiplexing. Le COFDM diffère de l’OFDM en ceci que la correction d’erreur directe (codage convolutif) et l’entrelacement temps/fréquence sont appliqués au signal avant la transmission, ce qui permet de surmonter les erreurs dans les canaux de communication mobiles affectées par la propagation par trajets multiples et les effets Doppler. Dans la pratique, l’OFDM est maintenant toujours utilisé en combinaison avec un tel schéma de codage et d’entrelacement, de sorte que COFDM et OFDM sont parfois utilisés comme synonymes,.
Les travaux d'Alard marquent une rupture technologique qui leur vaudront en 1997 le prix Orange de l’Académie des Sciences. Ce prix sera reçu par Daniel Pommier, directeur du CCETT, Alard ayant entretemps quitté le CCETT pour devenir chef de projet chez Matra Communications, puis créer sa propre entreprise : Wavecom.

### Wavecom
Fondée en 1993   par Michel Alard et deux autres ingénieurs de Matra, Aram Hékimian et André Jolivet, Wavecom se spécialise dans la conception de modules standardisés pour communications mobiles. S’inspirant de l’industrie du PC, Alard invente le  Wismo, un système de communication sans fil intégré sur une seule carte à puce, plus petit, plus léger et moins énergivore que l'assemblage de composants de communication requis alors par la plupart des téléphones portables, avec l’ambition que le Wismo devienne aux mobiles ce que les cartes-mères sont à l’époque aux PC.
Le concept, inédit, prend. La société connait un succès rapide et mondial, et devient l’une des stars des start-ups françaises et même européennes.
En quelques années, Michel Alard, PDG de Wavecom, s’invite au club très fermé des 500 plus grosses fortunes professionnelles françaises,. Il est reçu à l’Elysée par Jacques Chirac, et tandis qu’en 1993 l’entreprise n’occupait que quelques pièces dans un bureau parisien, Wavecom a pris possession en 1999 de l’ensemble du bâtiment et emploie plus de 200 personnes dans des bureaux aussi éloignés que San Diego et Hong Kong. En juin 1999, la société entre en bourse au Nasdaq (WVCM) et au Nouveau Marché (ACC). Elle compte parmi ses clients Mitsubishi, Philips, Celestica en Grande-Bretagne, Vodafone, et les entreprises chinoises TCL et Kejian. Son taux de croissance annuel depuis sa création en 1993 a été de 68 %, et le chiffre d’affaires de 22 millions de dollars de la société en 1998 a déjà été dépassé au cours du seul premier semestre de 1999, à 23 millions de dollars, un bond par rapport aux 9,5 millions de dollars de la même période un an plus tôt.
La crise qui affecte les télécommunications et tout particulièrement les terminaux mobiles au début des années 2000 ne semble pas l'atteindre. Fin 2002, Wavecom emménage dans des locaux flambant neufs à Issy-les-Moulineaux, en région parisienne. Succès oblige, la jeune entreprise a besoin de plus de place pour loger un effectif qui s'étoffe. Wavecom comprendra près de 900 salariés à la fin de l'année, contre 580 fin 2001. Après avoir connu une croissance de 400 % en 2001, les ventes continuent de se développer à un rythme soutenu. Sur les neuf premiers mois de l'année, le fabricant français a réalisé près de 416 millions d'euros de chiffre d'affaires, doublant quasiment ses performances par rapport à 2001. Il a ouvert des filiales à Hong Kong, Séoul et San Diego pour se rapprocher de ses clients. En effet, fin 2001, Wavecom réalise 77% de son chiffre d’affaires en Chine, et Michel Alard estime détenir 7 à 8 % d’un marché mensuel chinois estimé à 4 ou 5 millions de GSM - soit un niveau proche de celui d’Ericsson.
Après trois années de folle croissance, l'entreprise commence toutefois à essuyer ses  premiers revers. L'exercice 2003 est une année noire. Sur les neuf premiers mois de l'année, les ventes ont quasiment chuté de moitié et l'entreprise a affiché 21 millions d'euros de pertes, alors même que le marché des portables repartait de plus belle. Wavecom doit supprimer 300 emplois sur un effectif total de 860 salariés. Alard reçoit néanmoins le  Trophée de la décennie décerné par Bain & Company, groupe HEC, l'Expansion et le Figaro entreprises  et
en 2005, alors que leurs solutions équipent plus de vingt millions d'applications sur tous les continents, Michel Alard et Aram Hékimian, fondateurs de Wavecom, sont lauréats du Prix des Technologies de l’Information.
Mais en 2008, Wavecom subit de plein fouet la crise du secteur automobile, un de ses principaux débouchés, et enregistre une perte nette de 31 millions d'euros - contre un bénéfice de 17,4 millions d'euros en 2007. Les fondateurs de Wavecom, Michel Alard et Aram Hékimian (André Jolivet a depuis quitté la compagnie) repoussent  une OPA hostile de la part de leur concurrent français Gemalto, et préfèrent se vendre à l’entreprise canadienne Sierra Wireless, qui offre un prix plus élevé. Gemalto jette alors l’éponge, et en février 2009, Sierra Wireless prend le contrôle de Wavecom,.